# Malatya (prowincja)
Prowincja Malatya (tur. Malatya ili) – jednostka administracyjna w południowo-wschodniej Turcji (Region Wschodnia Anatolia – Doğu Anadolu Bölgesi).

## Dystrykty

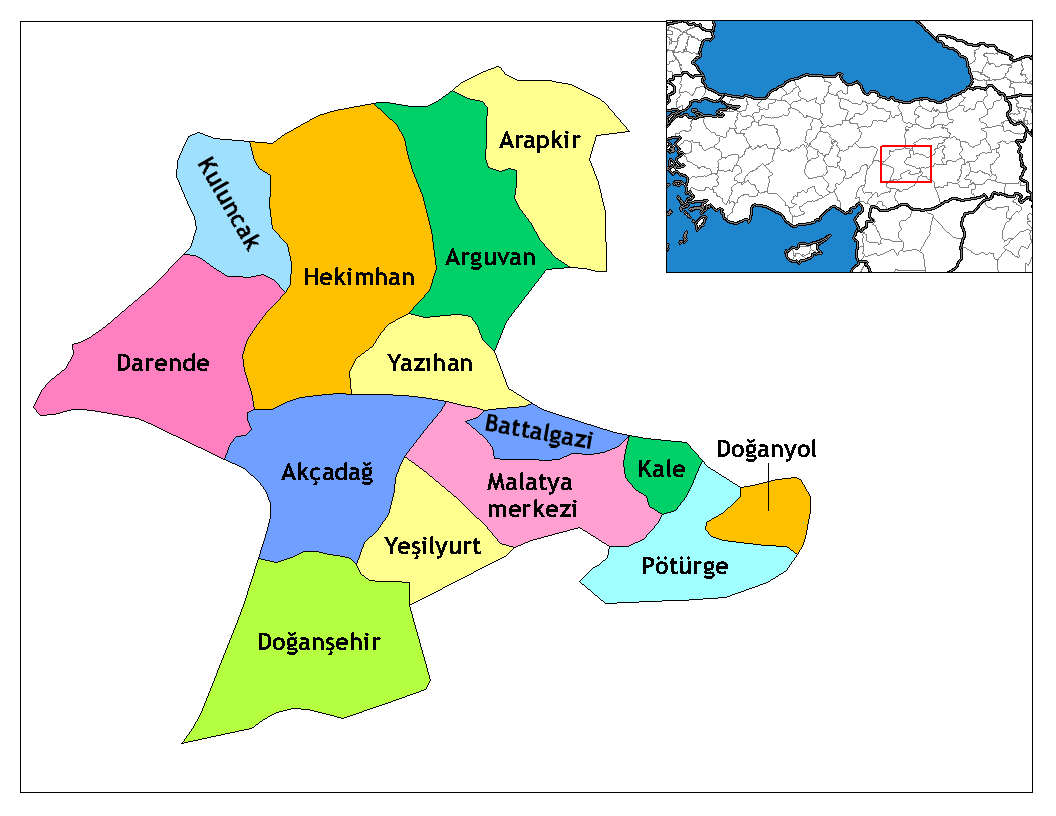
Dystrykty w prowincji Malatya

Prowincja Malatya dzieli się na czternaście dystryktów:
| - Akçadağ - Arapgir - Arguvan - Battalgazi - Darende - Doğanşehir - Doğanyol | - Hekimhan - Kale - Kuluncak - Malatya - Pütürge - Yazıhan - Yeşilyurt |